# Lysimachia lichiangensis
Lysimachia lichiangensis là một loài thực vật có hoa trong họ Anh thảo. Loài này được Forrest mô tả khoa học đầu tiên năm 1908.

## Hình ảnh

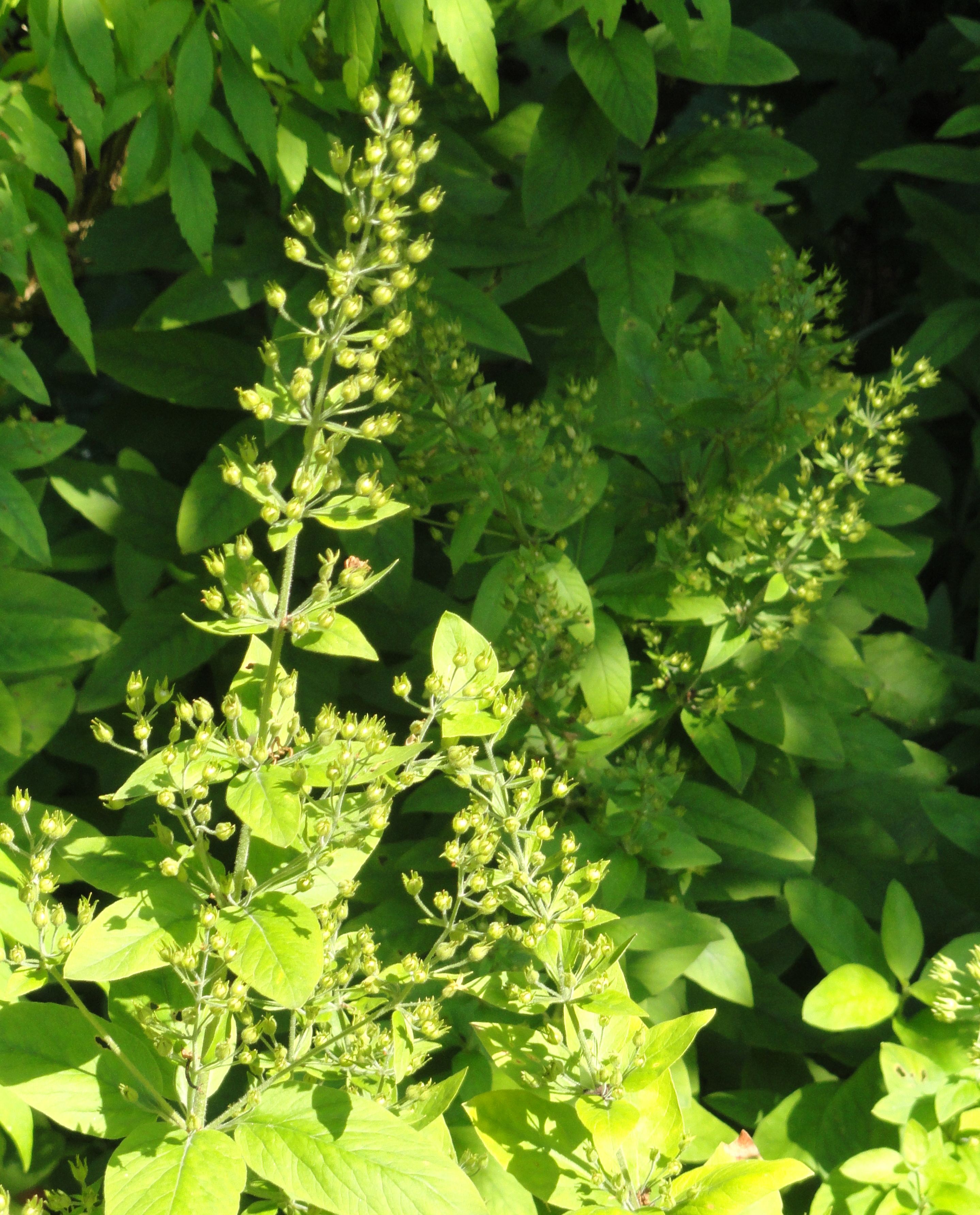